# John Pope-Hennessy

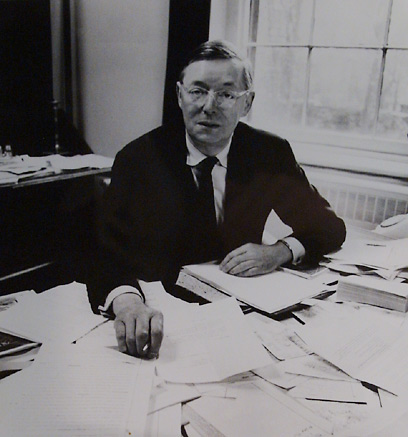
John Pope-Hennessy

Sir John Wyndham Pope-Hennessy (* 13. Dezember 1913 in London; † 31. Oktober 1994 in Florenz) war ein britischer Kunsthistoriker und Direktor des British Museums in London.

## Familie
John Pope-Hennessy stammte aus einer wohlhabenden, irisch-katholischen Familie in Belgravia in der Mitte Londons. Seine Eltern waren der Generalmajor Richard Pope-Hennessy (1875–1942) und die Übersetzerin Una Pope-Hennessy (1875–1949), die meist unter ihrem Mädchennamen Una Birch veröffentlichte. Ihr Vater war der Vizegouverneur von Ceylon Arthur Birch (1837–1914). Pope-Hennessys jüngerer Bruder war der Schriftsteller James Pope-Hennessy, der 1974 in London ermordet wurde.

## Leben

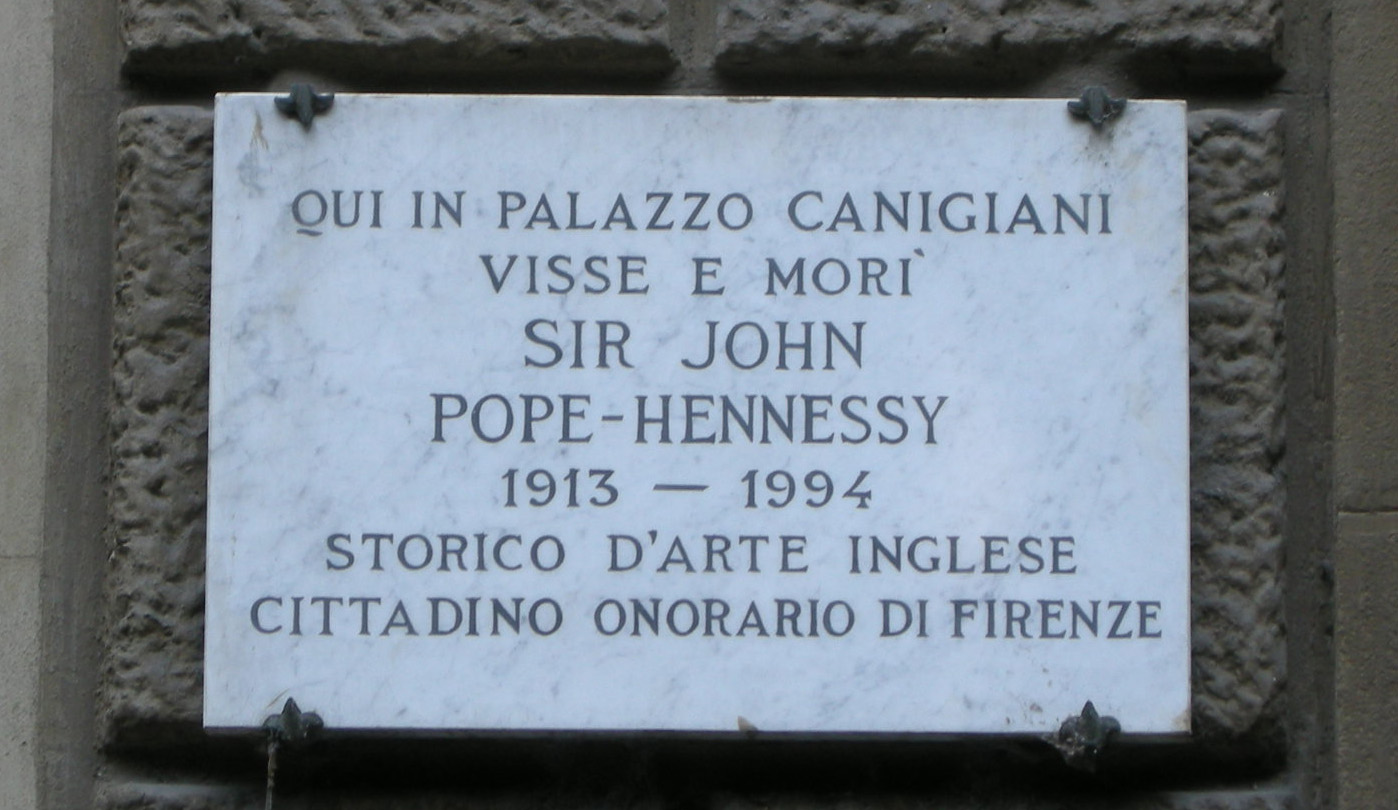
Plakette für John Pope-Hennessy, Ehrenbürger von Florenz

Pope-Hennessy begann seine kunsthistorischen Studien an der Universität Oxford, wo er den bekannten Kunsthistoriker Kenneth Clark kennenlernte, der sein Mentor wurde. Auf zahlreichen Reisen besuchte er die großen Kunstsammlungen Europas. Von 1967 bis 1973 war er als Direktor des Victoria and Albert Museums in London tätig. 1971 wurde er als Knight Bachelor („Sir“) geadelt. Er wurde 1974 zum Direktor des British Museums ernannt, das er aber bereits 1976 verließ, um sich in Italien niederzulassen. Ab 1977 arbeitete Pope-Hennessy auch in New York City als Leiter („Consultative Chairman“) der Abteilung für europäische Malerei des Metropolitan Museum of Art und übernahm eine Professur am Institute of Fine Arts der New York University. 1955 wurde er zum Mitglied der British Academy gewählt. Seit 1974 war er Mitglied der American Philosophical Society.
Zwischen 1955 und 1963 publizierte Pope-Hennessy sein wichtiges dreibändiges Werk „Introduction to Italian Sculpture“, in dem er seine Forschungen über die Gotik, Renaissance und das Barock zusammenfasste. Als ein weiteres Hauptwerk folgte 1993 eine Monographie über Donatello.
Obwohl er nie sehr reich war, verbesserte er seine finanzielle Situation wesentlich in den 1980er Jahren durch den Verkauf von Domenichinos Gemälde „Christus, das Kreuz tragend“, das er 1946 für 38 GBP erworben hatte, an das Getty Museum für 750.000 USD. Eine Darstellung der „Vision des Heiligen Franziskus“ von Annibale Carracci, die er 1946 für 28 GBP gekauft hatte, konnte er für 100.000 GBP an die National Gallery of Canada verkaufen. Die Reste seiner Kunstsammlung wurden in Florenz zwei Jahre nach seinem Tod für rund 1 Million GBP bei Christie’s in New York versteigert.
Pope-Hennessy lebte ab 1985 bis zu seinem Tod im Palazzo Canigiani mit seinem Liebhaber Michael Mallon in Florenz und wurde im Cimitero Evangelico agli Allori ebenda beigesetzt.

## Veröffentlichungen (Auswahl)
- The Drawings of Domenichino in the Collection of His Majesty the King at Windsor Castle. London: Phaidon 1948.
- A Lecture on Nicholas Hilliard. London: Home and Van Thal 1949.

- Uccello. The Complete Work. London: Phaidon 1950.

- Fra Angelico. Complete Edition. London: Phaidon 1952.

- Introduction to Italian Sculpture. Drei Bände. London: Phaidon 1955–1963, dritte revidierte Aufl. 1993.

- The Portrait in the Renaissance, the A. W. Mellon Lectures in the Fine Arts. London: Phaidon 1963.

- Catalogue of Italian Sculpture in the Victoria and Albert Museum. Drei Bände. London: HMSO 1964.

- Essays on Italian Sculpture. London: Phaidon 1968. ISBN 978-0-7148-1327-1

- Raphael. The Wrightsman Lectures. London: Harper & Row 1979. ISBN 978-0-06-430093-3

- Luca Della Robbia. New York: Cornell University Press 1980.

- Cellini. New York: Abbeville 1985.

- The Piero Della Francesca Trail. London: Thames & Hudson 1991.

- Learning to Look. An Autobiography. London: Heinemann 1991.

- Paradiso: The Illuminations to Dante's Divine Comedy by Giovanni di Paolo. London: Thames & Hudson 1993.

- Donatello. Sculptor. London: Phaidon 1993. ISBN 978-1-55859-645-0

- The Study and Criticism of Italian Sculpture, Metropolitan Museum of Art/Princeton Univ. Press 1980